# Leichtathletik-Europameisterschaften 2006/Teilnehmer (Österreich)
Österreich nahm mit elf Sportlern an den Leichtathletik-Europameisterschaften 2006 (7. bis 13. August in Göteborg) teil:

## Männer
- 1500 m: Daniel Spitzl (BSV-Brixlegg)
- 5000 m: Martin Steinbauer (LCC Wien)
- 110 m Hürden: Elmar Lichtenegger (Dr. Auer AC)
- 3000 m Hindernis: Günther Weidlinger (SU IGLA long life), Martin Pröll (SK VÖEST)
- Diskuswurf: Gerhard Mayer (SV Schwechat)

## Frauen
- 100 m: Bettina Müller-Weissina (LCC-Wien)
- 10.000 m: Susanne Pumper (LCC Wien)
- 100 m Hürden: Marie-Elisabeth Maurer (ÖTB Salzburg LA), Victoria Schreibeis (DSG Wien)
- Diskuswurf: Veronika Watzek (LC Villach)